# 육지담
육지담(陸智譚, 1997년 3월 10일~)은 대한민국의 래퍼이다. 2014년 고등학교 재학 당시 힙합 오디션 프로그램인 《쇼미더머니 3》에 출연하였으며, 2015년에 여성 래퍼만 출연하는 《언프리티 랩스타》에 출연하였다. 2016년 《언프리티 랩스타 3》에 다시 출연했다.

## 학력
- 정신여자중학교 졸업
- 영동일고등학교 졸업
- 동덕여자대학교 방송연예과(재학)

## 음반

### 디지털 싱글
| 음원명     | 최고 순위 | 판매량 (디지털 다운로드) | 음반명                          |
| 음원명     | KOR 가온  | 판매량 (디지털 다운로드) | 음반명                          |
| ---------- | --------- | ------------------------ | ------------------------------- |
| 〈얼레리〉 | 63        | - 32,752                 | 《쇼미더머니 3 올티 vs 육지담》 |

## 방송
- 2014년
  - Mnet 《쇼미더머니 3》
- 2015년
  - Mnet 《언프리티 랩스타》[4]
  - tvN 《SNL 코리아》
- 2016년
  - Mnet 《언프리티 랩스타 3》
- 2021년  Mnet《쇼미더머니10》